# Agnew klinika
Az Agnew klinika (The Agnew Clinic) Thomas Eakins amerikai festőművész alkotása, melyen Dr. David Hayes Agnew a Pennsylvaniai Egyetem sebészprofesszora látható műtét közben.

## A festmény
A festményen a Pennsylvaniai Orvosi Egyetem sebészeti amfiteátruma látható, ahol Dr. David Hayes Agnew vezetésével hajtanak végre masztektómiát egy női betegen. Dr. Agnew a kép bal oldalán fehér orvosi köpenyben, kezében szikével látható. A beteg körül Agnew munkatársai segédkeznek: Dr. Ellwood R. Kirby, Dr. J. William White és Dr. Joseph Leidy (balról jobbra). Mögöttük Mary Clymer nővér áll. A közönség az egyetem hallgatóiból áll. Eakins maga is szerepel a festményen, mint a kép jobb szélén álló férfialak. Saját magát nem Eakins, hanem felesége Susan Macdowell Eakins festette meg.
Eakinst 1889-ben kérte fel a Pennsylvaniai Orvosi Egyetem három évfolyama a festmény elkészítésére. Az egyetem diákjai a festménnyel szerettek volna tisztelegni Dr.Agnew előtt nyugdíjba vonulása alkalmából. A festő mintegy három hónap alatt készült el a művel, mely a legnagyobb méretű alkotása. A festmény keretébe latin nyelvű szöveget vésett: „Dr. Agnew a legtapasztaltabb sebész, a legnagyszerűbb író és tanár, a legtiszteltebb és legszeretettebb férfi.”
Az Agnew klinikát gyakran szembeállítják Eakins másik festményével Gross klinikával (1875), mely egy kevésbé tiszta és rendezett műtéti amfiteátrumot mutat be. A két festményen bemutatott orvosi eljárások közötti különbségek jól ábrázolják az orvostudomány fejlődését.
A festmény Eakins egyik leginkább vitatott alkotása. Sokan felháborodtak azon, hogy kiszolgáltatva, kíváncsi férfitekintetek előtt ábrázol egy meztelen női testet. A festmény kiállítását a Pennsylvania Academy of the Fine Arts 1891-ben, a New York's Society of American Artists 1892-ben elutasította. Első alkalommal 1893-ban Chicagóban mutatták be a nagyközönségnek a World's Columbian Exposition-on, ahol kedvezőtlenül fogadták.

## Galéria
- Rajzvázlat Dr. Agnew-ról
- Dr. Agnew (tanulmány), Yale University Art Gallery
- Kompozíciós tanulmány, magángyűjtemény
- Gross klinika (1875)

## Lásd még
- Gross klinika